# 多田正房
多田 正房（ただ まさふさ）は、江戸時代前期の旗本。多田伝四郎正清の養子。通称、三十郎。知行700石。

## 略歴
元禄4年（1691年）12月2日に大番となったが、元禄7年（1694年）4月16日に旗本小姓組の兼松又右衛門と与力2名で、吉原の遊郭に行った。正房は遊興の最中に外に出て、下級武士の気田喜八郎と喧嘩となり、気田に惨殺されてしまった。これに狼狽した兼松と与力2名は正房の死体を放置したまま自己保身の為に帰ってしまい、翌日に気田を討ち果たすべきだったと逮捕された。4月21日、養父・正清は御納戸役組頭を免職され閉門を命ぜられた。正房の遺体は親の引き取りを許さず、浅草の刑場で打ち首とされ、兼松は同所で27日に斬首、気田や与力2名は小伝馬町屋敷で処刑された。これを世に多田三十郎事件と呼ばれ、「徳川実紀」にも記されている。